# Anadistoma
Anadistoma is een monotypisch geslacht van zakpijpen uit de familie van de Pseudodistomidae en de orde Aplousobranchia.

## Soort
- Anadistoma attenuatum Kott, 1992